# Loves Me Not
Loves Me Not – czwarty i ostatni singel zespołu t.A.T.u. promujący album Dangerous and Moving i jednocześnie składankę t.A.T.u. The Best. Teledysk do piosenki opowiadającej o miłosnym trójkącie między Leną, Julią, a tajemniczym mężczyzną, który rujnuje ich związek miał zostać nagrany jesienią 2006 roku, zerwanie umowy t.A.T.u. z ich wytwórnią muzyczną spowodowało, że klipu nie zrealizowano. W mediach (głównie w Internecie) jako teledysk pokazywano wersję ‘na żywo’ „Loves Me Not” z koncertu „Live at Glam as You”.

## Spis utworów
„Loves Me Not” – promo-singel, wersja francuska – wydany 22 listopada 2006
1. Loves Me Not (Radio Edit) – 2:57
2. Loves Me Not (Glam As You Radio Mix By Guéna LG) – 3:13
3. Loves Me Not (Glam As You Mix By Guéna LG) – 6:03
4. Loves Me Not (Sunset In Ibiza By Guéna LG) – 4:34

## Notowania
W drugiej połowie września singel trafił do rozgłośni radiowych. W Rosji, w pierwszym tygodniu emisji „Loves Me Not” zajęło 146 miejsce w liście Russia Airplay Chart, która pozycjonuje najchętniej grane piosenki w tamtejszych rozgłośniach radiowych. Trzy tygodnie później singel znalazł się na miejscu 29 (wzrost o 80 pozycji od poprzedniego notowania). Polska była jednym z nielicznych krajów, w których zauważono „Loves Me Not” – utwór na krótko pojawił się m.in. w Radio Eska, Radio PiK oraz szeregu stacji lokalnych. W liście przebojów Radia PiK singel zadebiutował na 19 miejscu – był to najwyższy debiut w notowaniu. Brak promocji (piosenka nie doczekała się fabularyzowanego teledysku, a krążka nie można było go kupić w sklepach muzycznych) spowodował, że „Loves Me Not” przemknął przez radio i telewizję prawie niezauważony.
| Główne listy             | Pozycja |
| Rosja – Airplay Chart    | 28      |
| Słowacja – Airplay Chart | 40      |
| Korea Południowa         | 25      |
| Pozostałe listy          |         |
| Polskie Radio PiK        | 4       |
| Teledyski.Onet.pl        | 5       |